# Armel Le Cléac’h
Armel Le Cléac'h (Saint-Pol-de-Léon, 1977. május 11. –) breton hajóskapitány és óceáni szólóvitorlázó.
Megnyerte a Vendée Globe 2016/2017-es kiírását, új rekordot felállítva: 74 nap 3 óra 35 perc és 46 másodperces idővel.

## Győzelmek, díjak
- 2017
  - Vendée Globe-győztes a Banque Populaire VIII hajóval 74 nap 3 óra 35 perc és 46 másodperces idővel (a Vendée Globe 2021-ben is érvényes időrekordja).[4]